# Académie Julian

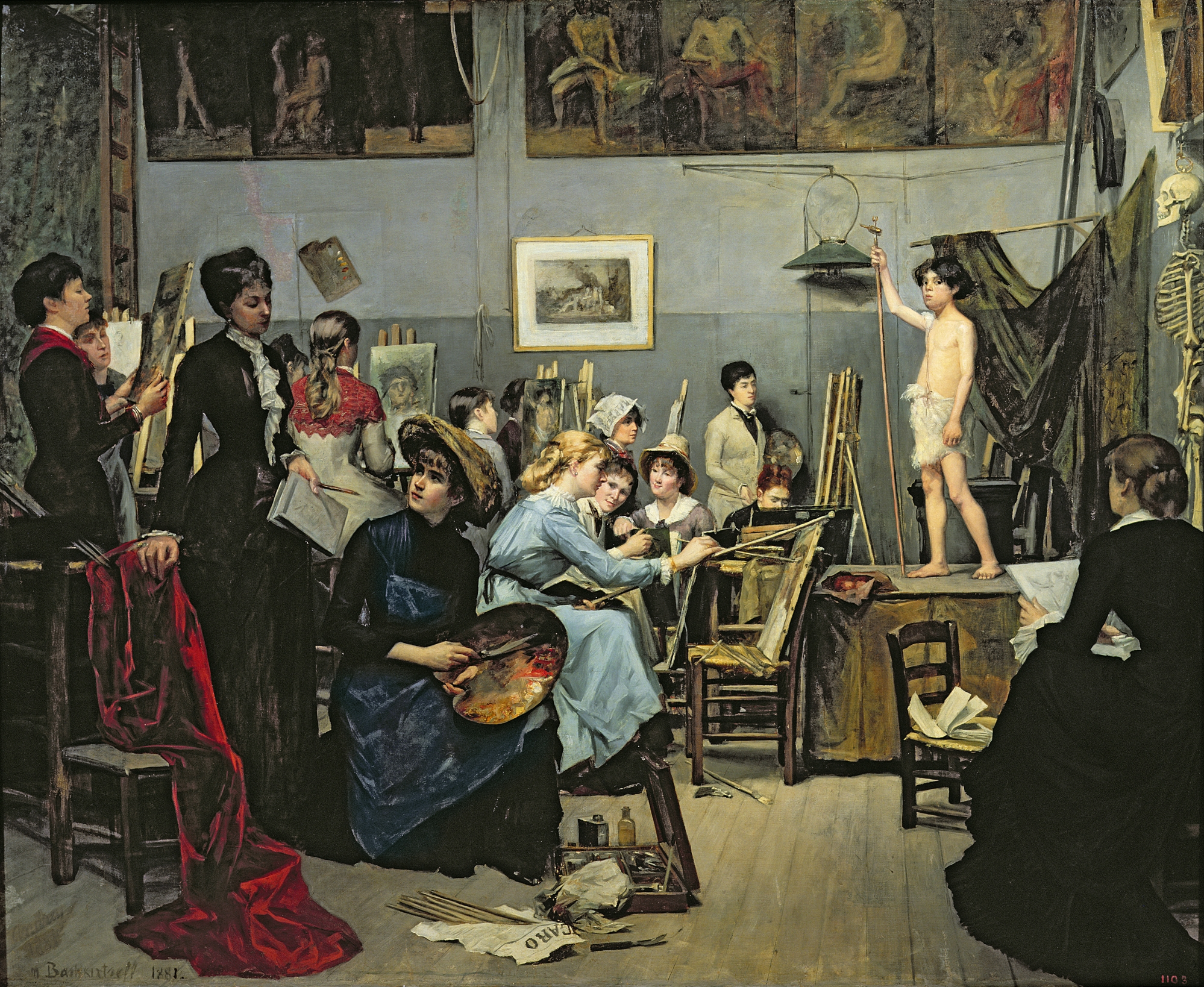
L'Académie Julian in un dipinto di Maria Bashkirtseff, 1881

L'Académie Julian (anche nota in italiano come accademia Julian) è stata una scuola privata di pittura e scultura, fondata a Parigi nel 1867 dal pittore francese Rodolphe Julian (1839–1907). Divenne celebre per il numero e la qualità degli artisti che ne uscirono durante quel periodo di grande fermento delle arti che furono i primi anni del XX secolo.
Grazie alla qualità dei suoi docenti, l'Accademia Julian acquistò rapidamente una discreta fama. Poté così presentare i suoi alunni al Prix de Rome, mentre costituiva comunque un trampolino di lancio per coloro che decidevano di esporre nei Salon o di impegnarsi in una carriera artistica. La disciplina, tuttavia, non fu mai il suo punto di forza. Gli studenti, infatti, in gran parte lasciati a sé stessi, si facevano notare per i loro scherzi e per le loro sfilate lungo le strade di Parigi, e gli scandali si succedettero fino al periodo della Belle Époque. Questo non impedì ad un gruppo di giovani pittori ribelli di diventare noti come i Nabis dal 1888-1889.
Per le giovani artiste l'Accademia è stata l'unica alternativa ai corsi offerti dalla Scuola delle Belle Arti, poiché l'ammissione a quest'ultima fu vietata alle donne fino al 1897. Esse ebbero anche l'opportunità di ritrarre nudi maschili da modelli di ruolo, con una permissività che allora appariva intollerabile agli organismi ufficiali.
Per risparmiare denaro pubblico e per scoraggiare la registrazione di studenti stranieri, la Scuola di Belle Arti, inoltre, impose ai suoi candidati una prova di lingua francese, considerata difficile. Ciò rese più invitante l'accesso all'Accademia Julian, attirando un gran numero di studenti provenienti da tutti i paesi d'Europa e dal continente americano. Infine, l'Accademia ha ospitato non solo artisti professionisti, ma anche bravi dilettanti che desideravano perfezionare la loro arte.
L'Accademia fu chiusa durante la Seconda guerra mondiale e due dei suoi atelier furono venduti nel 1946. Subentrarono poi altri proprietari, in particolare lo scultore André Del Debbio (1908–2010). Attualmente essa fa parte dell'École supérieure d'art graphique Penninghen, che è un istituto privato d'insegnamento superiore iscritto al Ministero dell'Educazione nazionale e della Ricerca.
Alcuni nomi della pittura legati all'Accademia Julian: Georges-Émile Lebacq, Henri Biva, Eugène Lomont, Émile Beaussier, Julie Feurgard, Léon Bakst, Émile Jourdan, André Favory, Guy Rose, Ellen Day Hale, François Nardi, Maurice Chabas, Thomas Pollock Anshutz, Henriette Daux, Jean Dubuffet, Marcel Duchamp, Georges Gimel, Jacques Villon, Édouard Vuillard, Henri Matisse, Emmanuel de La Villéon, Jean-Baptiste Olive, Octave Gallian, Henri Guinier, i belgi Fernand Allard l'Olivier e Louise De Hem, l'anglo-francese Louis Welden Hawkins, gli inglesi Frederic Cayley Robinson, Sara Page, John Noble Barlow e John Saint-Helier Lander, lo scozzese William Brown Macdougall, gli americani Arthur Wesley Dow, Minerva Josephine Chapman, Frederick Carl Frieseke, Julius Rolshoven, Eanger Irving Couse, Anna Klumpke e Mary Fairchild, i libanesi Khalil Gibran e Youssef Howayek (1883–1962), i finlandesi Victor Westerholm e Maria Wiik, lo svedese Carl Wilhelmson, i canadesi Henri Beau, Clarence Gagnon e Marc-Aurèle de Foy Suzor-Coté, l'olandese Patrick Bakker, l'italiano Umberto Veruda, la tedesca Paula Modersohn-Becker, la spagnola Lluïsa Vidal i Puig, il brasiliano Eliseu Visconti, il venezuelano Emilio Boggio, il norvegese Gustav Wentzel, l'estone Nikolai Triik, la svizzera Martha Stettler e l'australiana Agnes Goodsir.